# Toni Michael Sattler
Toni Michael Sattler (* 7. Oktober 1987 in Hamburg) ist ein deutscher Synchronsprecher, Hörspielsprecher, Hörbuchsprecher, Dialogbuchautor, Dialogregisseur und Webvideoproduzent.

## Leben
Sattler kam 1987 in Hamburg zur Welt. Seit 2015 betreibt er seinen YouTube-Kanal namens Ver-Toni, auf dem er Creepypasta-Videos hochlädt. Im Jahr 2018 entschied er sich dazu, in die Synchronbranche einzusteigen und steht seither regelmäßig in verschiedenen Synchronstudios in Deutschland. Er spricht Figuren im Alter von 16–40 Jahren. So ist er in Anime-, Cartoon- und Realfilmen oder -serien zu hören. Sattler wohnt in Berlin und Hamburg.

## Synchronisation (Auswahl)

### Filme
- 2014: Jérémie Chaplain in Denn vergeben wird dir nie als Théo Combet
- 2015: Bruno Bayeux in The Conqueror – Angst wird herrschen als Henri
- 2018: Owen Williams in Angel – I will find You als Damon
- 2018: Filippo Tirabassi in Kiffer vs. Killer Mosquitos als Ricky
- 2018: Piotr Witkowski in Squadron 303 – Luftschlacht um England als Behr
- 2018: Marcus Guinane in Swinging Summer – Willkommen in den 70ern als Mr. Logan
- 2018: Igor Grabuzov in Why don’t you just die! als Oleg
- 2019: Frankie Muniz in The Black String – Das Böse in Dir als Jonathan
- 2019: Tsubasa Yonaga in Grisaia Phantom Trigger: The Animation als Haruto Aoi
- 2019: Yoshio Inoue in My Hero Academia The Movie: Heroes Rising als Nine
- 2019: Gregory O´Gallagher in The Russian Bride – Bis dass der Tod uns scheidet als Keller
- 2019: Richard Kohnke in Der Traum unseres Lebens als Casey Grove
- 2020: Donald Elise Watkins in Black Box als Thomas
- 2020: Chris Sheffield in The Block Island Sound als Harry
- 2020: Austin Durden in Debt Collectors als Knuckle
- 2020: Philip McElroy in Die Jahrgangsbeste als Victor Miller
- 2020: Kamil Piotrowski in Meine Freunde sind alle tot als Marek
- 2020: Malik Mohammed in Men at Work: Miami als Boris
- 2020: Torren Sylvain in Sincerely, Yours, Truly – immer Dein als Marcus
- 2020: Rupert Simonian in Still Here als Sam Perkin
- 2020: Chase Palmer in The Wolf of Snow Hollow als Brock
- 2021: Cameron Gilliam in All deine Lügen als Bailey
- 2021: Simu Liu in Bright: Samurai Soul als Izou
- 2021: Alejandro De Mesa in Freundschaft Reloaded als Juanjo
- 2022: Eduardo Franco in The Binge 2: It's A Wonderful Binge als Andrew
- 2022: Kousuke Toriumi in The Quintessential Quintuplets Movie als Chef
- 2022: Nicolas Przygoda in Stundenplan als Kamil Makowiecki
- 2023: Chris Cimperman in The Tomorrow Job als Simon Willoughby
- 2023: Drew Starkey in Die andere Zoey als Zach MacLaren
- 2024: Palmi Kormákur in Touch als Kristófer

### Serien
- 2004–2012: Hikaru Midorikawa in Bleach als Makoto Kibune (20 Episoden)
- seit 2007: Jordan Burtchett in Heartland – Paradies Pferde als Quinn McGregor (3 Episoden)
- 2020: Hirofumi Nojima in Bakuman. als Yuujirou Hattori
- 2020: Shouta Chounan in Haikyu!! als Eikichi Chigaya (3 Episoden)
- 2020: Kyotaro Tamura in Alice in Borderland als Hajime Arisu (2 Episoden)
- 2020: Kagiso Rathebe in Wie man Weihnachten verhunzt: Die Hochzeit als Terrence
- 2020: Dominic DeVore in P-Valley als Duffy
- 2021: Daiki Yamashita in Blue Period als Yotasuke Takahashi
- 2021: Brett Davern in Big City Love als Justin
- 2021: Kaito Ishikawa in The Case Study of Vanitas als Noé Archiviste
- 2021: Manuel Ramos in Verschlungene Wege als Diego
- 2021: Alex Barima in Continuum als Nathan
- 2021: Ian Hanlin in Polly Pocket als Austin (3 Episoden)
- 2021: Antony Del Rio in He-Man and the Masters of the Universe als Duncan / Man-at-Arms
- seit 2021: Kazuyuki Okitsu in So I'm a Spider, So What? als Hyrince Quarto
- 2021: Atsushi Tamaru in The Faraway Paladin als Ethelbald Rex Southmark
- 2021–2022: Taishi Murata in 86: Eighty Six als Kujo Nico
- 2021: Jordon T. Fite in Power Rangers: Dino Fury als Aiyon / Gold Dino Fury Ranger (1. Stimme)
- 2022: Brent Miller in Ninjago als Zane Julien (3. Stimme)
- 2023: Kousuke Okano in Junji Ito Maniac: Japanese Tales of the Macabre als Seiji (1 Episode)
- seit 2023: Brent Miller in Ninjago: Aufstieg der Drachen als Zane Julien
- 2023: Taito Ban in Yakitori: Soldiers of Misfortune als Akira Ihotsu
- 2025: Hiroyuki Yoshino in Panty & Stocking with Garterbelt als Brief

### Videospiele
- 2019: Call of Duty: Modern Warfare als Operator Bale
- 2020: Hearthstone – Galakronds Erwachen als Der Wanderer und Moderschwinge
- 2020: Final Fantasy VII Remake als Johnny
- 2020: Assassin’s Creed Valhalla als Deorlaf
- 2020: Leisure Suit Larry: Wet Dreams Dry Twice als Swingle
- 2021: League of Legends als Akshan
- 2023: Final Fantasy XVI als Dion Lesage

## Diskografie (Auswahl)

### Hörbuch
- 2021: Vinaya – Prinzessin der Leoparden von Sophie Fawn, Miss Motte Audio, EAN 4066338196187 (Hörbuch-Download, gemeinsam mit Dagmar Bittner)
- 2021: Zombifiziert – Tag Null von Fabian Lutz, Yellow King Productions, ISBN 978-3-946309-84-0 (gemeinsam mit Vincent Fallow)
- 2021: Hella – Your Yesterday is my tomorrow von Melanie Mur, Miss Motte Audio, EAN 4064067298066 (gemeinsam mit Fanny Bechert)
- 2021: HeXXen 1733 – Das Grauen von Grambach von Bernd Perplies, Yellow King Productions, ISBN 978-3-946309-80-2
- 2021: Das Schwarze Auge – Das Heldenbrevier der Noioniten von Carolina Möbis, Yellow King Productions, ISBN 978-3-946309-48-2
- 2022: HeXXen 1733 – Die Novizin von Raphael Brack, Yellow King Productions, ISBN 978-3-946309-81-9
- 2022: HeXXen 1733 – Die Hexenjäger von Stromberg von Simon Ludger Helmers, Yellow King Productions, ISBN 978-3-946309-78-9
- 2023: Zombifiziert – Minuten der Angst von Fabian Lutz, Yellow King Productions, ISBN 978-3-98901-002-4 (gemeinsam mit Vincent Fallow)
- 2024: Zombifiziert - Stunde der Kreatur von Fabian Lutz, Yellow King Productions, ISBN 978-3-9890-1039-0  (gemeinsam mit Vincent Fallow)

### Hörspiel
- 2019: Wayne McLair 13 – R.I.P., Maritim Verlag, EAN 4260507155429
- 2021: Andi Meisfeld 14 – Andi Meisfeld und der Fühlerballskandal von Tom Steinbrecher, Maritim Verlag, EAN 4260507170057
- 2022: Video-Integrator von Thomas Plum, Wolfy-Office, ISBN 978-3-949962-02-8
- 2023: MacBeth von William Shakespeare, Wolfy-Office, ISBN 978-3-949962-14-1